# Strocznica pomarańczowa
Strocznica pomarańczowa (Leucogyrophana mollusca (Fr.) Pouzar) – gatunek grzybów z rodziny lisówkowatych (Hygrophoropsidaceae).

## Systematyka i nazewnictwo
Pozycja w klasyfikacji według Index Fungorum: Leucogyrophana, Hygrophoropsidaceae, Boletales, Agaricomycetidae, Agaricomycetes, Agaricomycotina, Basidiomycota, Fungi.
Po raz pierwszy takson ten zdiagnozował w 1821 r. Elias Fries nadając mu nazwę Merulius molluscus. Obecną, uznaną przez Index Fungorum nazwę nadał mu w 1958 r. Zdeněk Pouzar, przenosząc go do rodzaju Leucogyrophana.
Synonimy naukowe:

- Merulius aurantiacus Peck 1885
- Merulius aureus var. laeticolor (Berk. & Broome) Quél. 1886
- Merulius fugax Fr. 1815
- Merulius fugax Fr. 1815 var. fugax
- Merulius laeticolor Berk. & Broome 1878
- Merulius molluscus Fr. 1821
- Merulius molluscus var. microsporus Rick 1938
- Merulius molluscus Fr. 1821 var. molluscus
- Merulius paucirugus (Pers.) Duby 1830
- Merulius subaurantiacus Peck 1885
- Serpula fugax (Fr.) P. Karst. 1889
- Serpula mollusca (Fr.) P. Karst. 1889
- Sesia fugax (Fr.) Kuntze 1891
- Sesia laeticolor (Berk. & Broome) Kuntze 1891
- Sesia mollusca (Fr.) Kuntze 1891
- Sesia subaurantiaca (Peck) Kuntze 1891
- Xylomyzon molluscum (Fr.) Pers. 1825
- Xylomyzon paucirugum Pers. 1825

Nazwę polską nadał Władysław Wojewoda w 1999 r., Franciszek Błoński w 1896 r. używał nazwy strocznik miękki.

## Morfologia
Owocnik
Rozpostarty, o średnicy do 10 cm, miękki, mięsisty i łatwy do oddzielenia od podłoża. Powierzchnia hymenialna jasnopomarańczowa do ciemnopomarańczowej, silnie pofałdowana. Obrzeże białe, stopniowo rozrzedzające się i przechodzące w sieć strzępek. Miąższ biały, miękki, pajęczynowaty.
Cechy mikroskopowe
System strzępkowy monomityczny. Strzępki o średnicy 3–6 μm, bezbarwne, cienkościenne, ze sprzążkami, często rozgałęziające się, niektóre lekko inkrustowane. Cystyd brak. Podstawki o rozmiarach 25–35 × 6–8 μm, z 4 sterygmami i sprzążką w nasadzie. Zarodniki 6–7 × 4–4,5 μm, gładkie, grubościenne, żółtawo-brązowe, dekstrynoidalne.

## Występowanie
Notowany w Ameryce Północnej, w Europie (Rosja, Estonia, Francja, Niemcy, Polska, Irlandia, Wielka Brytania, Słowenia, Bułgaria, Portugalia, Szwecja, Włochy, Dania, Norwegia, Finlandia, Hiszpania, Ukraina) i na Kaukazie, a także w Korei, Australii i Nowej Zelandii.
Rośnie w lasach na martwym drewnie; na pniach i gałęziach, ale także na drewnianych konstrukcjach w piwnicach i innych wilgotnych miejscach. W polskim piśmiennictwie naukowym do 2003 r. podano 3 stanowiska na drewnie sosny. W innych krajach notowany także na innych gatunkach drzew, zarówno liściastych, jak iglastych: wiąz, jodła, jałowiec.
Powoduje brunatną zgniliznę drewna.